# Sokołówka (rejon kosowski)
Sokołówka (ukr. Соколівка) – wieś na Ukrainie, w rejonie kosowskim obwodu iwanofrankiwskiego.
W II Rzeczypospolitej miejscowość była siedzibą gminy wiejskiej Sokołówka w powiecie kosowskim województwa stanisławowskiego.
Wieś liczy 2193 mieszkańców.